# Station Drachten
Station Drachten was de naam voor een gepland treinstation aan de Zuiderzeelijn bij Drachten. Met het afblazen van de Zuiderzeelijn waren ook de kansen voor dit station verkeken. In de nieuwe plannen voor de Lelylijn komt ook weer een station Drachten voor.